# Associació de Familiars de Represaliats pel Franquisme
L'Associació de Familiars de Represaliats pel Franquisme (AFRP) és una entitat fundada el 2003 i dedicada del reconeixement moral de les víctimes del període franquista. Té uns 500 socis, molts d'ells a la província de Girona. La presidenta és Aïda Lorenzo Rosa i la portaveu Esther Llorenç. La seu és a Figueres.
Destaquen, en aquest sentit, l'organització d'actes i homenatges, l'enregistrament i filmació de testimonis i, en general, la realització d'una recerca històrica meticulosa sobre la Guerra Civil espanyola i els anys de la dictadura. També vol obtenir l'anul·lació de tots els consells de guerra i la publicació de les denúncies que provocaren els afusellaments. El 2006 va rebre la Creu de Sant Jordi. El 2007, però, ha estat una de les associacions que s'ha oposat a la Llei de la Memòria Històrica projectada pel govern espanyol de José Luís Rodríguez Zapatero perquè no anul·la els consells de guerra franquistes.